# Shorea xanthophylla
Shorea xanthophylla är en tvåhjärtbladig växtart som beskrevs av Symington. Shorea xanthophylla ingår i släktet Shorea och familjen Dipterocarpaceae. Inga underarter finns listade i Catalogue of Life.